# Árvore de decisão
Uma árvore de decisão é uma representação de uma tabela de decisão sob a forma de árvore. Trata-se de uma forma alternativa de expressar as mesmas regras que são obtidas quando se constrói a tabela.
Seja a especificação do processo de cálculo do valor da conta de energia elétrica. Uma árvore de decisão para expressar tal problema seria:

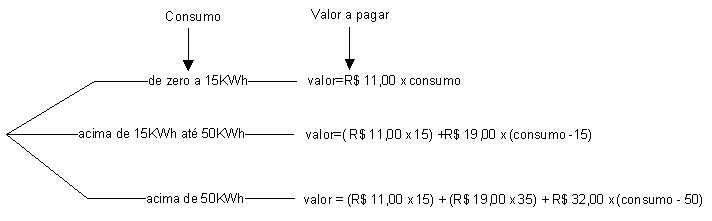

É uma abordagem comportamental que usa diagramas para mapear as varias alternativas e resultados de decisões de investimento, assim como as probabilidades de ocorrerem. Baseia-se em estimativas e probabilidades associadas aos resultados de cursos de ação que competem entre si. O resultado de cada curso de ação é ponderado pela probabilidade associada a ele; o resultado ponderado é somado e o valor esperado de cada curso de ação é, então determinado. A alternativa que proporciona o valor esperado mais alto é preferível. Essencialmente, árvores de decisões são diagramas que permitem representar e avaliar problemas que envolvem decisões sequenciais, colocando em destaque os riscos e os resultados financeiros identificados nos diversos cursos de ação. Para efectuar a representação gráfica da árvore de decisão são geralmente usadas linhas para identificar a decisão (por exemplo “sim” ou “não”) e nós para identificar a as questões sobre as quais se deve decidir. Cada um dos ramos formado por linhas e nós termina numa espécie de folha que identifica a consequência mais provável da sequência de decisões tomadas.
Além da gestão, as árvores de decisão são também muito utilizadas noutras áreas, com especial destaque para a criação de algoritmos informáticos.

## Árvores comportamentais
As árvores comportamentais (em inglês:  behaviour tree) originaram-se na indústria dos videojogos como uma poderosa ferramenta para modelar comportamentos de personagens não-controláveis (NCP).